# Замок Канадзава
За́мок Канадзава (яп. 金沢城 канадзава-дзё:, также замок Ояма) — за́мок в городе Канадзава, префектура Исикава, Япония. От замка сохранилось несколько оригинальных строений. Остальное частично реконструировано, частично лежит в руинах. Руины замка и сохранившиеся строения являются Национальным сокровищем.

## История
Первое укрепление на месте замка было возведено в 1546 году как опорный пункт буддийского движения икко-икки. Оно называлось Ояма-гобо (яп. 尾山御坊) и представляло собой укреплённый монастырь, окружённый частоколом и сухим рвом.
В 1580 году укрепление захватил Сакума Моримаса, военачальник Оды Нобунаги. Он построил замок и стал править оттуда дарованной ему провинцией Кага.
Через три года после этого Сакума, поддержавший Сибату Кацуиэ, потерпел поражение от сил Тоётоми Хидэёси в битве при Сидзугатакэ и был казнён. Хидеёси передал его земли Маэде Тосииэ, при котором Канадзава стал фамильным замком рода Маэда. Тосииэ переименовал его замок в Ояма (яп. 尾山城), но позже вернул прежнее название. В 1587 году он принял в замке Такаяму Укона, потерявшего свои владения вследствие приказа об изгнании священников. Под руководством Такаямы замок был перестроен и укреплён.
Поселившись в замке, Тосииэ стал прилагать усилия по развитию призамкового города. Одним из указов он повелел всем своим вассалам жить в Канадзаве. Другие указы даровали разнообразные льготы, включавшие в себя бесплатную землю, торговцам и ремесленникам, необходимым для развития города. В результате население Канадзавы выросло с нескольких тысяч до более 50 тысяч в начале XVII века.
В 1602 году тэнсю (главная башня) замка сгорела от удара молнии, на её месте возвели более скромную трёхэтажную башню. В 1759 году замок вновь пострадал от пожара.
14 поколений Маэда правили из замка, пока в 1870-х годах реставрация Мэйдзи не положила конец феодальной системе. В 1873 году замок перешёл в ведение министерства Сухопутных войск, через два года там были расквартированы войска. В 1881 в замке произошёл крупный пожар, уничтоживший все его строения, за исключением ворот Исикава (яп. 石川門), склада Сандзиккэн-нагая (яп. 三十間長屋) и склада Цурумару (яп. 鶴丸倉庫).

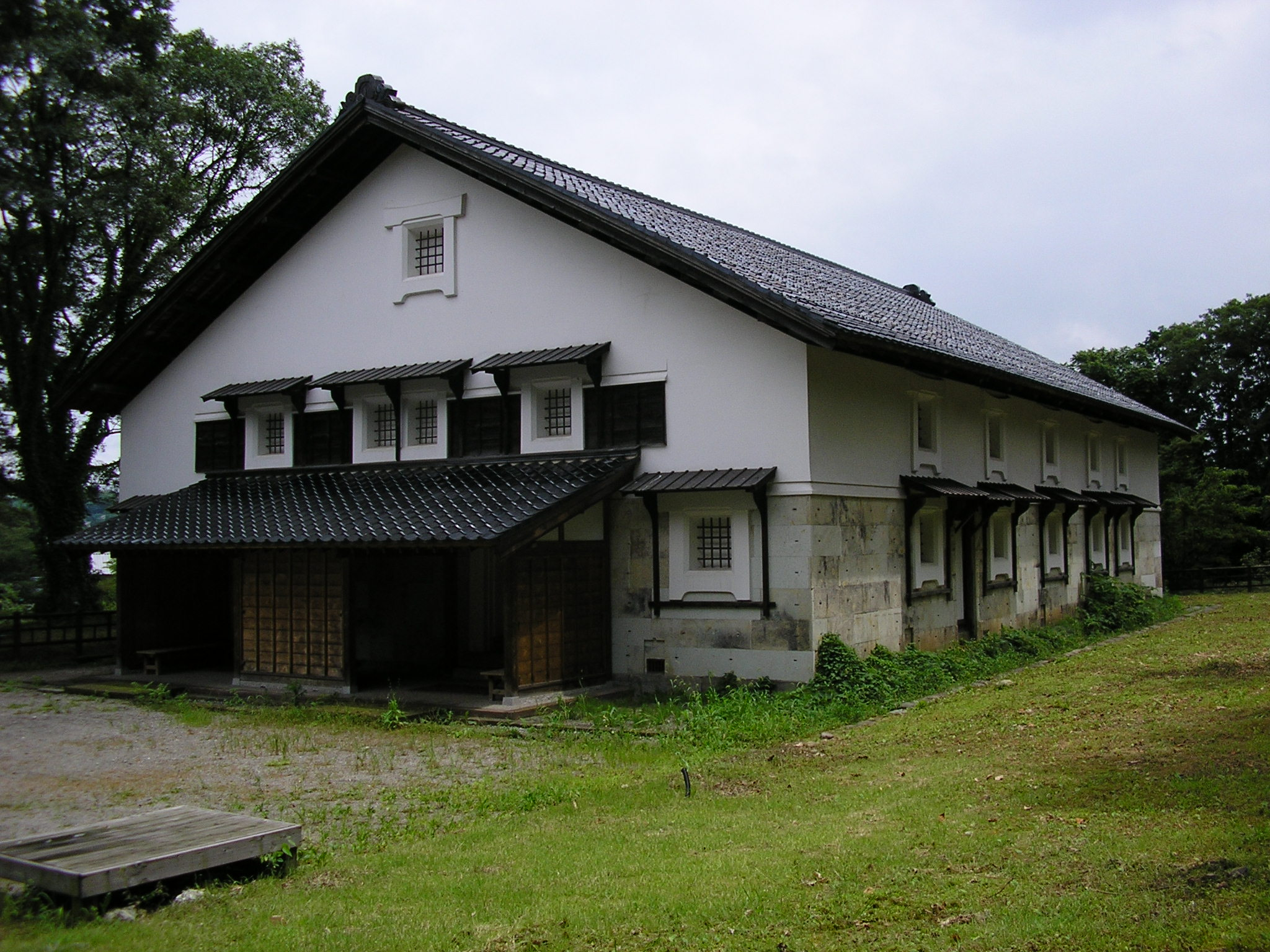
Склад Цурумару

В 1898 на месте замка разместился штаб 9-й дивизии, который оставался там до конца Второй мировой войны. В 1949 году территория замка стала частью кампуса Маруноути университета Канадзавы. В 1995 году университет переехал в новые здания, а площадь замка передали префектуре, которая разбила на этом месте парк. В 1999 началась масштабная реконструкция исторических зданий, утраченных в результате пожара, с использованием традиционных строительных методов. В 2010 году завершена реконструкция ворот Кахоку-мон, в 2015 — ворот Хасидзумэ-мон, в 2020 — ворот и моста Нэдзумитамон.

## Устройство замка

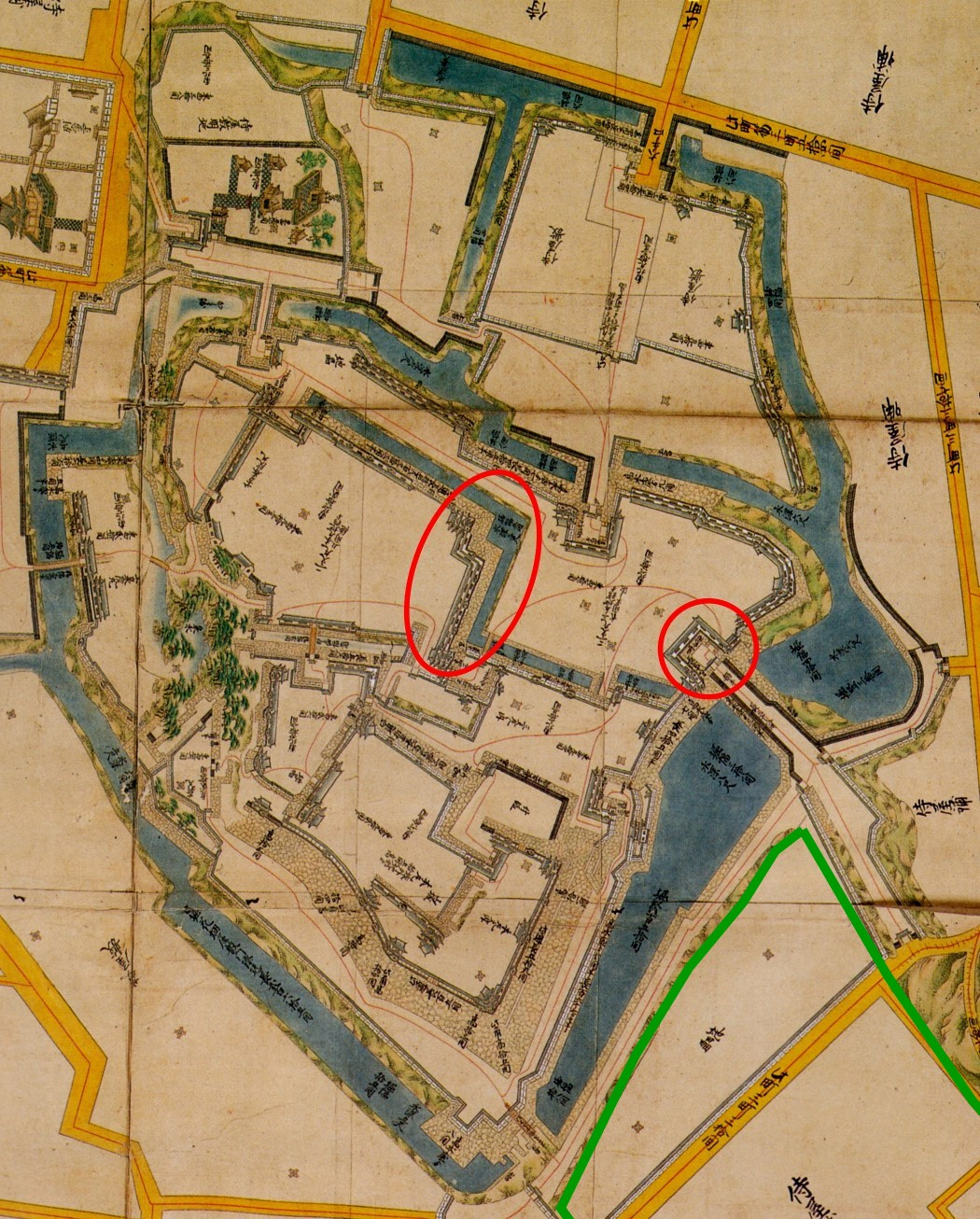
План территории замка

Замок относят к равнинным или горно-равнинным (замки, построенные на небольших холмах посреди равнины) замкам. Он располагался на самой высокой точке между реками Сай и Асано.
Замок имел сложную систему стен и рвов, в несколько колец окружавшие центральную часть. Общая длина рвов составляла около 15 км. В 1599 году, опасаясь нападения Токугавы, рядом с хоммару, укреплённой зоной вокруг главной башни, где жила семья Маэды, он возвёл симмару, похожую укреплённую часть, где поселил важнейших вассалов.